# Erik van der Hoff
Erik van der Hoff (Alkmaar, 9 juni 1963) is een Nederlands zanger en presentator.

## Loopbaan
Van der Hoff scoorde als zanger van de voormalige schoolband Roberto Jacketti & the Scooters tussen 1984 en 1987 een aantal hits, waarvan I Save the Day de grootste was. Deze single was niet alleen in Nederland, maar ook in Italië en Frankrijk succesvol.
Hierna begon Van der Hoff met het produceren en presenteren van (jeugd)televisieprogramma's voor onder andere de NCRV (Taxi), AT5 en IDTV. Hij is ook presentator van de Net5 woonprogramma's Het Blok, SamenWonen, Stijlloos en Ben je slimmer dan een kind? Ook is hij nog een tijdje presentator bij kinderzender Nickelodeon geweest.
Van der Hoff is medeoprichter van het bedrijf King Baboon, dat zich richt op het ontwikkelen van animaties en verhalen voor televisie en internet. Hij is samen met Michel Taanman en Erik Nieuwenhuizen auteur van twee kinderboeken, "Boris de Kleine Kerstman" (2004) en "Sinterklaas als jongetje" (2006).
Sinds 2004 is Van der Hoff samen met Dan Blazer eigenaar van het tv-productiebedrijf BlazHoffski, gevestigd in Amsterdam. Het bedrijf produceert en bedenkt tv-programma's zoals Hello Goodbye, Slag om Pampus, Onder de tram / Tussen de oren. Eind 2019 verliet hij het productiebedrijf. In de zomer van 2020 startte hij een nieuw bedrijf: De Coproducent.
In 2007 schreef Van Der Hoff een buurtlied voor Burendag op 15 september. Aan dit buurtlied werkte de Vlaamse zangeres Belle Pérez mee. Dit resulteerde in een latin-dansnummer met Nederlandse en Vlaamse vocals en teksten, gitaren, bas, accordeon en percussie. Van oorsprong is dit nummer een Spaans liedje van Pérez, Djolei djolei.
In 2010 deed Van der Hoff mee aan het tv-programma Wie is de Mol? Hij viel in de achtste aflevering af.
In 2012 presenteerde Van der Hoff De schat van de Oranje, een programma op SBS6. Hierin gingen 13 bekende Nederlanders op zoek naar 'een verloren VOC-schat'.
Van april tot juni 2013 presenteerde hij het tiendelige Net5-programma Sabotage.
In augustus 2014 was hij deelnemer bij het televisieprogramma De Slimste Mens.
In september 2015 begon hij met het klusprogramma House Rules Holland op Net5. Net als Het Blok, is dit een Australisch format.
In 2023 keert hij na een lange afwezigheid terug op Net5 en presenteerde dan De Grote Muziekquiz, waarin teams allerlei dingen moeten raden die te maken hebben met muziek. Dit programma werd vanaf 5 april 2023 uitgezonden. Aan het eind van 2023 volgde nog een kerstspecial onder de titel De Grote Kerstmuziekquiz en in 2024 keerde het programma terug met een tweede seizoen. In 2023 deed Van der Hoff ook mee aan het televisieprogramma De Alleskunner VIPS waar hij op de 15de plaats eindigde.
In 2024 deed Van der Hoff mee aan het televisieprogramma Weet Ik Veel. In datzelfde jaar zong hij samen met zijn neef René in het televisieprogramma DNA Singers.

## Trivia
- Erik heeft een Russische moeder.[1]
- Roberto Jacketti & the Scooters trad in 1985 op in Moskou ten behoeve van het Wereldfestival voor jeugd en studenten, samen met UB40 en Udo Lindenberg.
- Roberto Jacketti & the Scooters ging in 1989 uit elkaar nadat Van der Hoff met een andere groep op een ander festival in Moskou had opgetreden. The Scooters konden vanwege drukte op het werk niet mee naar Moskou.

- MusicBrainz: 1b1ab2d0-2dd6-40f3-b171-4922914337be
- Nederlandse Thesaurus van Auteursnamen: 258256591
- Virtual International Authority File: 289394128
- WorldCat: E39PBJgRT83ddmFGkCM7VbFYfq